# Facteur de pianos
Le facteur de pianos est l'artisan qui fabrique les pianos. Le facteur prend en charge également la restauration, la réparation, l'accordage et l'intonation du piano. Beaucoup de facteurs travaillent dans les salles de concerts ou les conservatoires pour entretenir les instruments.
De par la lourdeur des processus de fabrication des pianos modernes, les petites entités artisanales ont peu à peu disparu au profit des grandes entreprises du secteur (par exemple en Europe : Bösendorfer en Autriche, Bechstein en Allemagne, Pleyel en France, aux États-Unis : Steinway & Sons, en Asie : Kawai, Yamaha).

## Études
En France, ce métier nécessite d'être titulaire d'un brevet des métiers d'art (BMA) ou d'un diplôme national des métiers d'arts et du design (DN MADE).

### Niveau BMA Technicien en facture instrumentale option piano
Le BMA se fait en deux ans.
Le technicien en facture instrumentale qui s'est spécialisé dans le piano met à profit son savoir-faire et son expérience ainsi que ses connaissances du domaine musical afin de fabriquer et contrôler des pièces requises pour la réparation des parties endommagées de l'instrument. Par ailleurs, ses missions sont la maintenance et le réglage des pianos.
Ce professionnel a la possibilité d'exercer dans une PME (artisanale ou commerciale), dans des conservatoires ou encore dans un laboratoire de musée.

### Niveau DN MADE mention instrument
Après trois années d'études, le titulaire du DN MADE mention instrument est en mesure de mener une démarche de conception et de création d'un projet ainsi que de fabrication l'instrument.